# Beuzec-Cap-Sizun
 Beuzec-Cap-Sizun  (en bretón Beuzeg-ar-C'hab) es una población y comuna francesa, en la región de Bretaña, departamento de Finisterre, en el distrito de Quimper y cantón de Pont-Croix.

## Demografía
| 1539 | 1420 | 1318 | 1307 | 1181 | 1037 |
| Para los censos de 1962 a 1999 la población legal corresponde a la población sin duplicidades (Fuente: INSEE [Consultar]) |      |      |      |      |      |